# Girlicious (album)
Girlicious è l'album di debutto dell'omonimo gruppo musicale statunitense tutto al femminile creato dalla coreografa Robin Antin, già creatrice del noto gruppo Pussycat Dolls, nel 2008 tramite il reality show Pussycat Dolls Present: Girlicious.
La data di pubblicazione dell'album, prevista in Canada per il 1º luglio 2008, venne posticipata al 12 agosto, negli Stati Uniti,invece, l'album è stato distribuito il 29 settembre 2008. La produzione dell'album è iniziata nella metà del 2007, dopo aver girato Pussycat Dolls Present: Girlicious. In un'intervista una delle ragazze ha dichiarato che per l'album sono state registrate meno di 20 tracce. Flo Rida, Sean Kingston e Kardinal Offishall hanno collaborato vocalmente all'album. Produttori dell'album sono Ron Fair, Jazze Pha, Da Bank, The Runners, Jonathan Rotem, MaddScientist e altri.

## Promozione
La promozione del disco iniziò subito dopo la fine dello spettacolo che portò alla creazione delle Girlicious: fanno la loro prima apparizione agli MuchMusic Video Award il 15 giugno 2008 cantando Like Me. Il 6 agosto si esibiscono al  Live @ Much dove eseguiranno sei delle canzoni contenute nell'omonimo album, tra cui Like Me, Stupid Shit e Baby Doll. Inoltre il 30 luglio 2008 diventano la band di apertura per alcune delle date nel Nord America del nuovo tour dei Backstreet Boys, il Unbreakable Tour. Oltre al tour con i Backstreet Boys, le Girlicious intraprendono un loro proprio tour, il The Girlicious Tour, che, in varie fasi, le porterà in giro per tutto il Canada.

## Singoli
Il primo singolo, nonché singolo di debutto, estratto dall'album è stato Like Me, che vede la collaborazione con Jazze Pha. Il singolo raggiunse ben presto le vette di varie classifiche nel Nord America, infatti raggiunse la posizione numero 2 della Billboard Bubbling Under Hot 100 e debuttò alla posizione numero 4 della Canadian Hot 100. Il pezzo raggiunse inoltre la posizione numero 70 della  Billboard Pop 100 negli Stati Uniti.
Come secondo singolo viene pubblicato Stupid Shit, che a differenza del precedente ha meno successo. Negli Stati Uniti d'America la canzone non riesce ad entrare nella classifica "Billboard Hot 100". Ma ha un discreto successo in paesi come Canada e Bulgaria, dove raggiunge rispettivamente la posizione numero 20 della Canadian Hot 100, e la posizione numero 11 nella Bulgarian National Top 40.
Infine come terzo singolo viene pubblicato Baby Doll, il quale ha minor risonanza. Nella settimana di pubblicazione il singolo raggiunge la posizione numero 75 della Canadian Hot 100, vi rientra poco dopo e raggiunge la posizione numero 55, la più alta che questo singolo raggiunge

## Tracce
| #   | Titolo                              | Scrittori                                                                                | Produttori                                 | Durata |
| --- | ----------------------------------- | ---------------------------------------------------------------------------------------- | ------------------------------------------ | ------ |
| 1.  | Do About It                         | T. Thomas, M. Ambrosius, S. Sims, D. Richards, B. Kelly, P. Sawyer, R. Taylor, F. Wilson | Brittany Kelly, Da Bank                    | 3:41   |
| 2.  | Baby Doll                           | Andrew Harr, Jermaine Jackson                                                            | Ron Fair, Jazze Pha                        | 3:20   |
| 3.  | Liar Liar (feat. Flo Rida)          | Andrew Harr, Jermaine Jackson, Kevin Cossom                                              | Jazze Pha                                  | 3:38   |
| 4.  | Save The World                      | Andrew Harr, Jermaine Jackson                                                            | Malkia Thumbi, Beau Dozier, Stefanie Ridel | 3:47   |
| 5.  | Here I Am                           | C. Mays Jr., C. Dwight, P. Hamilton                                                      | Brittany Kelly, Kadis & Sean               | 4:13   |
| 6.  | Already Gone                        | A. Harr, J. Jackson, S. Ridel, B. Kelly, Mischke                                         | Jazze Pha, Da Bank, The Runners            | 3:44   |
| 7.  | I.O.U.1. (feat. Kardinal Offishall) | M. Thumbi                                                                                | Malkia Thumbi                              | 4:15   |
| 8.  | My Boo                              | P. Alexander, E. Dean, C. Williams                                                       | J. R. Rotem, Ron Fair                      | 4:12   |
| 9.  | Radio                               | A. Harris, V. Davis, R. Love, B. Kelly, F. Walker                                        | The Runners, MaddScientist                 | 3:30   |
| 10. | Still In Love (feat. Sean Kingston) | J. Rotem, J. Poyser, K. Livingston, Sean Kingston, N. Flores                             | Kadis & Sean, Malkia Thumbi, Beau Dozier   | 3:42   |
| 11. | It's Mine                           | P. Alexander, E. Dean, C. Williams                                                       | Dre & Vidal, Rico Love, Ron Fair           | 3:30   |
| 12. | The Way We Were"                    | Alan Bergman, Marilyn Bergman, Marvin Hamlisch                                           | The Runners                                | 3:20   |
| 13. | Stupid Shit                         | Beau Dozier, Stefanie Ridel                                                              | Beau Dozier, Stefanie Ridel                | 3:07   |
| 14. | Like Me                             | Jazze Pha                                                                                | Jazze Pha                                  | 2:54   |

### Bonus Tracks ITunes Canada
- Mirror (scritta da L. Biancaniello, R. Daniels, S. Watters, W Wilkins, T. Davis)

### Versione Deluxe
In Canada viene rilasciata una versione deluxe dell'album  che oltre ad includere le tracce già presenti della prima versione, include due nuove tracce e tre remix:
- Caught
- Don't Turn Back (featuring Colby O'Donis)
- Baby Doll (Dave Audé Club Mix)
- Like Me (Dave Audé Club Mix)
- Stupid Shit (Dave Audé Club Mix)

## Date di pubblicazione
- 12 agosto 2008
- 29 settembre 2008

## Classifiche
L'album debutta alla posizione numero 2 della Billboard Canadian Albums. L'album vende oltre 80 000 copie e viene certificato disco di platino.
| Classifica | Posizione massima |
| ---------- | ----------------- |
| Canada     | 2                 |

## Premi
| Anno | Premio                | Categoria                                      | Risultato  |
| ---- | --------------------- | ---------------------------------------------- | ---------- |
| 2009 | MuchMusic Video Award | Most Watched video on Much Music (Like Me)     | Vinto      |
| 2009 | MuchMusic Video Award | Most Watched video on Much Music (Stupid Shit) | Nomination |